# Satori (demon)

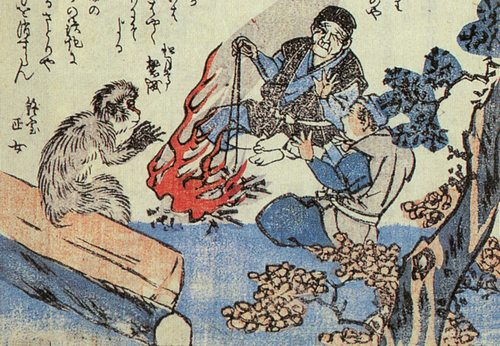
Satori

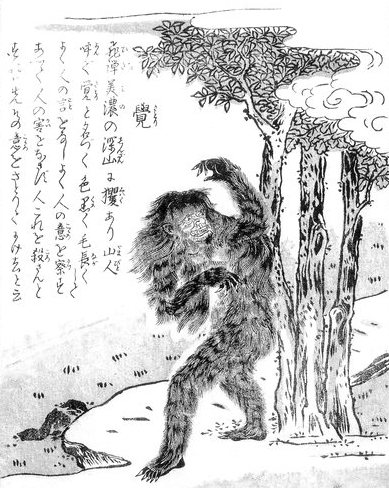
Wizerunek Satori w dziele Sekien Toriyamy - Konjaku Gazu Zoku Hyakki

Satori (jap. 覚) – yōkai żyjące w górach na terenach Hida i Mino (dzisiejsza prefektura Gifu). Potrafią czytać w ludzkich sercach.

## Opis
Satori wyglądem przypominają małpy chodzące na dwóch nogach. Występują na obszarach górskich. Mają w zwyczaju natychmiast wyrażać na głos myśli napotkanych osób, po czym odchodzą znudzone. Mówi się, że jeśli satori spotka na swojej drodze człowieka, który nie myśli o niczym, to ucieka w popłochu lub umiera w mękach.
Satori podkradają jedzenie podróżnym w górskich schroniskach. Z jednej strony wydają się nie sprawiać zagrożenia dla człowieka, z drugiej zaś zdarzały się sytuacje, że atakowały ludzi pracujących w górach.
Opis satori występuje w dziele Sekien Toriyamy - Konjaku Gazu Zoku Hyakki. W Wakan Sansai Zue zaklasyfikowane są jako "rodzaj yamako zamieszkujący głęboko w górach Hida i Mino". Nazwę satori nadał im Sekien Toriyama. Nazwa miała wskazywać na umiejętność odczytywania tego, co ludzie noszą w sercach.
U podnóża wulkanu Fudżi, w lesie Yamato Tayama żyją istoty zwane omoi (jap. おもい), które utożsamiane są z satori, ze względu na identyczne moce.